# Narodni parki Zimbabveja
V Zimbabveju je približno 27,21 % države zavarovanih kot narodni parki, lovski parki ali druga zavarovana območja (106.838 km2).

## Narodni parki
| Ime                              | Ustanovitev | Površina [ha] | Provinca           | Slika |
| -------------------------------- | ----------- | ------------- | ------------------ | ----- |
| Narodni park Chimanimani         | 1926        | 17.110        | Manicaland         |       |
| Narodni park Chizarira           | 1975        | 192.000       | Matabeleland North |       |
| Narodni park Gonarezhou          | 1975        | 505.300       | Masvingo           |       |
| Narodni park Hwange              | 1930        | 1.465.100     | Matabeleland North |       |
| Narodni park Kazuma-Pan          | 1975        | 32.300        | Matabeleland North |       |
| Narodni park Mana-Pools          | 1975        | 250.000       | Mashonaland West   |       |
| Narodni park Matobo              | 1926        | 42.400        | Matabeleland South |       |
| Narodni park Matusadona          | 1975        | 150.000       | Mashonaland West   |       |
| Narodni park Nyanga              | 1950        | 33.000        | Manicaland         |       |
| Narodni park Viktorijini slapovi | 1952        | 2340          | Matabeleland North |       |
| Narodni park Zambezi             | 1979        | 56.010        | Matabeleland North |       |
| Skupaj                           |             | 2.745.520     |                    |       |

## Krajinski parki
- Rekreacijski park Bangala
- Rekreacijski parki ob jezeru Cunningham
- Rekreacijski park ob jezeru Kariba pokriva ozemlje Zimbabveja ob jezu Kariba
- Rekreacijski park ob jezeru Matopos
- Rekreacijski park ob jezeru Robertso
- Rekreacijski park Manjirenij
- Rekreacijski park Muntirikwi
- Rekreacijski park Ngezi
- Rekreacijski park Roberta McIlwaina
- Rekreacijski park Sebakwe
- Rekreacijski park Umzingwane

## Narodna safari območja
- Charara Safari Area
- Chegutu
- Chete
- Chewore
- Chipinga
- Chirisa
- Dande
- Deka
- Doma
- Hartley
- Hurungwe
- Malapati
- Matetsi
- Sapi
- Thuli Parki in divjina
- Umfurudzi
- Urungwe

## Botanični vrtovi in reservati
- Botanični rezervat gozd Bunga Forest
- Botanični vrt Ewanrigg
- Botanični vrt Haroni / Rusitu
- Botanični vrt in rezervat Vumba

## Zavetišča
- Zavetišča elandov
- Mushandike
- Tshabalala